# جائزة رواد التواصل الاجتماعي العرب
جائزة رواد التواصل الاجتماعي العرب هي جائزة سنوية لتكريم المبدعين العرب على وسائل التواصل الاجتماعي في جميع أنحاء الوطن العربي من خلال حفل سنوي تحت رعاية حاكم إمارة دبي محمد بن راشد آل مكتوم ونائب رئيس دولة الإمارات، يتم إقامة حفل الجوائز من ديسمبر في مدينة دبي في مركز دبي التجاري العالمي وينظمها نادي دبي للصحافة.

## عن الجائزة
تم الإعلان عن الجائزة عام 2015، وقد عقدت الدورة الأولى للقمة في مارس 2015، بمركز دبي التجاري العالمي، وتم تكريم عشرات المواهب العربية في مختلف المجالات، التي تضيف قيمة حقيقة للمجتمع العربي، وتحمل رسالة هادفة وذات معنى وقيمة لجمهورها.
وفي عام 2016 تم عقد الدورة الثانية، وعقدت الدورة الثالثة في 10 ديسمبر 2018.
يتم تلقي طلبات الترشيح عبر الموقع الرسمي للجائزة في موعد أقصاه نهاية نوفمبر، ويتم الإعلام عن الجوائز والفائزين في الحفل الذي قام في شهر ديسمبر.

## تخصصات الجائزة

الشيخ رائد أل مكتوم وهو يسلم إحدى الجوائز لأحد المكرمين ضمن مراسم تسلم الجوائز عام 2016

الجائزة لها 31 تخصص وهو:

### على مستوى الأفراد
| - مجال الاقتصاد - مجال خدمة المجتمع - مجال الرياضة - مجال الترفيه - مجال الفنون | - مجال الإعلام - مجال التسوق - مجال القطاع الخاص - مجال البيئة - مجال التسامح والإيجابية | - مجال التكنولوجيا - مجال الصحة - مجال البيئة - مجال الأمن والسلامة - مجال ريادة الأعمال |

### على مستوى المؤسسات

شكل الجائزة التي تم تقديمها عام 2016

| - مجال المدوّنات - مجال السياحة - مجال خدمة المجتمع - القطاع الحكومي - مجال التعليم - مجال الأمن والسلامة - مجال الإعلام | - مجال البيئة - مجال السياسية - مجال الرياضة - مجال الترفيه - مجال التكنولوجيا - مجال الفنون - مجال الاقتصاد | - مجال الشباب - ريادة الأعمال - القطاع الخاص - مجال التسوّق - مجال التسامح والإيجابية - الصحة - فئة الجمهور الإعلامي |

## الجائزة
يحصل الفائز على درع الذي يحمل شكل شعار الجائزة محفوراً عليه اسم الفائز، بالإضافة إلى شهادة تكريم موقعة من قبل الشيخ محمد بن راشد آل مكتوم.